# Cole Porter
Cole Albert Porter (Peru (Indiana), 9 juni 1891 – Santa Monica (Californië), 15 oktober 1964) was een Amerikaans componist en songwriter. Zijn bekendste stukken zijn onder andere de musicals Kiss me Kate (1948) (gebaseerd op William Shakespeares stuk The Taming of the Shrew) en Anything Goes. Daarnaast heeft hij ook een aantal nog steeds populaire songs geschreven, waaronder I Get a Kick Out of You, Night and Day, Let's Do It (Let's Fall in Love), I Love Paris, True love, Begin the Beguine, So in Love, Too Darn Hot, In the Still of the Night, Easy to Love, You're the Top, It's Delovely, I've Got You Under My Skin, Ev'ry Time We Say Goodbye en Don't Fence Me In.
Hij stond bekend om zijn spitsvondige teksten met onverwachte wendingen en originele alliteraties ("delightful" rijmt bijvoorbeeld op "de-lovely").

## Levensloop
Porter werd geboren in Peru in de staat Indiana. Hij speelde al vanaf jonge leeftijd piano en studeerde later aan de Yale-universiteit. Na zijn studie ging hij naar Parijs om daar muziek te studeren. Hij bracht korte tijd door op de Schola Cantorum de Paris. Zijn liedjes en musicals brachten hem al snel succes. Hij was een tijdgenoot van onder anderen Irving Berlin en George Gershwin.
Hij ontmoette Linda Lee Thomas in Parijs in 1918. Zij was een rijke gescheiden vrouw die een aantal jaren ouder was dan hij. Ze trouwden in 1919 ofschoon Porter homoseksueel was. Het huwelijk bracht beide partners voordelen: Porter kon de schijn van een heteroseksuele relatie ophouden en Thomas hield toegang tot de betere kringen. De Porters verhuisden van Parijs naar Venetië, van daar naar New York en uiteindelijk naar Hollywood, waar het gemakkelijke (grote) geld lokte en waar Cole Porter voor MGM de muziek voor vele films schreef. In die tijd nam de kwaliteit van zijn werk – ook tot zijn eigen ongenoegen – af en mede daarom verliet hij Hollywood weer. Cole Porter en zijn vrouw gingen aan het begin van de jaren dertig (enige tijd) uit elkaar, nadat Porters homoseksualiteit meer en meer openbaar werd. Zij bleven echter getrouwd en hun – naar de mening van zijn biografen – gelukkige huwelijk hield stand tot de dood van zijn vrouw in 1954.
Door een ongeluk in 1937 werden zijn benen verbrijzeld waardoor hij vrijwel geheel kreupel werd, maar hij bleef componeren. In 1958 moest zijn rechterbeen geamputeerd worden. Daarna verloor hij zijn levenslust en daarmee zijn creativiteit.
Cole Porter overleed in 1964 en ligt begraven in zijn geboorteplaats tussen zijn vader Sam Porter en zijn vrouw Linda.
Woody Allen voert hem op in Midnight in Paris (2011), gespeeld door Yves Heck.

## Stukken
Onder andere:
- Paris (1929)
- Kiss Me, Kate (1948, film 1953)
- Can-Can (1953), filmversie uit 1960
- Silk Stockings (1954), filmversie uit 1957, waarin Wim Sonneveld een rol heeft.
- High Society (1956) (songs)
- Anything Goes (1936, opnieuw uitgebracht in 1956)
- "What is this thing called love" (1929)

## Over Cole Porter
- Night and Day (1946). Biografische film, met in de hoofdrollen Cary Grant en Alexis Smith als respectievelijk Porter en zijn vrouw.
- You're the Top (1995/1996): in Nederland in het theater met Willem Nijholt en Gerrie van der Klei als Porter en zijn vrouw.
- Cole Porter: A Biography (1998) door William McBrien (New York: Vintage Books). ISBN 0679727922.
- De-Lovely (2004). Biografische film, met in de hoofdrollen Kevin Kline en Ashley Judd als Porter en zijn vrouw.